# Coptops alboirroratus
Coptops alboirroratus es una especie de escarabajo longicornio del género Coptops, tribu Mesosini, subfamilia Lamiinae. Fue descrita científicamente por Fuchs en 1966.

## Descripción
Mide 18 milímetros de longitud.

## Distribución
Se distribuye por Vietnam.